# Carla Hernández
Carla Hernández (Guadalajara, Jalisco; 18 de febrero de 1987) es una actriz mexicana de televisión. Conocida por haber interpretado a 'Rosa Puentes' en la telenovela de Telemundo Rosa diamante y a 'Clarissa Aldama' en la serie de Señora Acero en su tercera temporada misma de esta televisora.

## Biografía
Estudió actuación en el Centro de Formación Actoral de TV Azteca. Cuando era pequeña perdió a su hermano. A los 16 años tuvo un hijo, el cual tuvo que dejar con su madre, años después al mudarse para empezar su carrera como actriz. Cuando ya se había organizado se los llevó con ella. En el año 2010 protagoniza la telenovela Vida robadas, interpretando dos personajes una protagonista y otra villana, junto a Andrés Palacios y Christian Bach. Dos años después participó en Rosa diamante como la protagonista titular, junto a Mauricio Ochmann, Lupita Ferrer y Begoña Narváez. En 2015, su más reciente participación fue en la segunda temporada de la narconovela, Señora Acero.

## Filmografía

### Telenovelas
| Año       | Proyecto       | Personaje                                            |
| --------- | -------------- | ---------------------------------------------------- |
| 2015      | Señora Acero 2 | Señorita Clarissa Aldama                             |
| 2012-2013 | Rosa Diamante  | Rosa Puentes / Rosa Andrade Andere / "Eva Sotomayor" |
| 2010      | Vidas robadas  | Luz Herrera / Camila Fernández-Vidal                 |
| 2009      | Pasión morena  | Tania                                                |

### Programas
| Año  | Proyecto                    | Personaje |
| ---- | --------------------------- | --------- |
| 2009 | Lo que callamos las mujeres | Raquel    |

## Premios y nominaciones

### Premios Tu Mundo
| Año  | Categoría             | Telenovela    | Resultado |
| ---- | --------------------- | ------------- | --------- |
| 2013 | Protagonista Favorita | Rosa Diamante | Nominada  |

### Premios People en Español
| Año  | Categoría          | Telenovela    | Resultado |
| ---- | ------------------ | ------------- | --------- |
| 2012 | Revelación del Año | Rosa Diamante | Nominada  |